# 키 차별
키 차별(Height discrimination)은 키에 따른 개인에 대한 편견 또는 차별이다. 원칙적으로 이는 인구에서 일반적으로 허용되는 키 범위에 속하지 않는 개인에 대한 차별적 대우를 말한다. 다양한 연구에 따르면 이는 무의식적인 미세공격으로 일반적으로 나타나는 집단 따돌림의 원인이다.
연구에 따르면 사람들은 종종 키를 사회적 지위와 건강을 측정하는 한 가지 요인으로 사용한다. 키와 언급된 특성 간의 인지적 및 문화적으로 뿌리 깊은 무의식적 휴리스틱 연관성은 여성보다 남성을 평가할 때 더 강한 것으로 나타났다.

## 어휘
'키 차별'(heightism)이라는 용어는 사회학자 사울 펠드만이 1971년 미국사회학회 회의에서 발표한 "일상 생활에서 키가 작은 것의 표현 - 미국 사회에서 키와 키 차별: 키에 대한 사회학을 향하여"라는 제목의 논문에서 처음 사용했다. 키 차별은 1971년 제2판 바른하트 신영어 사전에 포함되었고, 1971년 타임 (잡지) 잡지에서 펠드만의 논문에 대한 기사를 통해 더욱 대중화되었다.
키 차별이라는 용어는 특히 성 차별이라는 단어를 본떠 편견과 차별과 관련된 문구의 대중적 사용이 증가한 사례로 볼 수도 있다. 키 차별은 경멸적인 속어 형태로 나타날 수도 있다.